# تریچولا
تریچولا (به ایتالیایی: Terricciola) یک کومونه در ایتالیا است که در استان پیزا واقع شده‌است.

## خصوصیات
تریچولا ۴۳٫۴ کیلومترمربع مساحت و ۴٬۰۹۹ نفر جمعیت دارد و ۱۸۰ متر بالاتر از سطح دریا واقع شده‌است.